# Dacnusa gumbus
Dacnusa gumbus är en stekelart som beskrevs av Papp 2004. Dacnusa gumbus ingår i släktet Dacnusa och familjen bracksteklar. Inga underarter finns listade i Catalogue of Life.